# Сражение при Кагуле
Сражение при Кагуле — одна из ключевых битв русско-турецкой войны 1768—1774, состоявшаяся 21 июля (1 августа) 1770 года на реке Кагул, на юге современной Молдавии (между городом Вулканешты и селом Гречень). В ней русская армия числом не более 17 тысяч пехотинцев и нескольких тысяч кавалеристов разгромила османское войско численностью 150 тысяч человек.
Одной из особенностей русско-турецкой войны 1768—1774 гг. было количественное превосходство турок в силах перед русскими войсками, главным образом в лёгкой, нерегулярной кавалерии. Поэтому, зачастую основной формой боевого порядка русских войск было каре — четырёхугольное построение, при котором пехота могла вести боевые действия даже при полном окружении и отражать атаки конницы. Другой особенностью конфликта были слаженные и эффективные действия русской артиллерии, которая своим огнём успешно подавляла турецкие батареи и во многом сводила на нет численное превосходство султанских войск перед русскими воинскими частями.

## Подготовка к сражению

### Турецкая армия
В начале мая в Бабадаге Османской империей было собрано до 150 тыс. воинов, которые были направлены в Исакчу. Во главе этих сил находился великий визирь Иваззаде Халил-паша.
После поражения в битве при Ларге, состоявшейся 7 июля, турецко-татарские силы крымского хана Каплана II Герая отступили по направлению к Дунаю. Вскоре передовые русские войска обнаружили, что отступавшие разделились на две части: татары двинулись в сторону Измаила и Килии, где были оставлены их пожитки и семейства, а турки отступили вниз по левому берегу реки Кагул.
Поражение при Ларге сильно озаботило великого визиря, но не поколебало его уверенности в своих силах — напротив, оно вывело его из состояния бездействия. Иваззаде Халил-паша собрал военный совет, на котором предложил переправить войско на судах через Дунай и атаковать русскую армию. Предложение великого визиря было принято турками с восторгом. В то же время крымский хан прислал Иваззаде Халил-паше нескольких русских пленных, а также уведомление о том, что армия Румянцева испытывает острый недостаток продовольствия. Хан утверждал, что к текущему моменту сложилось наиболее подходящее время для атаки, и обещал совершить нападение на тыл русских войск, в то время как великий визирь атакует их с фронта. Показания пленных о сравнительной малочисленности армии Румянцева и недостатке продовольствия уверили турок в неизбежность поражения русских.
Не имея подходящего моста у Исакчи, великий визирь 14 июля переправил своё войско через Дунай на 300 судах. Некоторые лица советовали Иваззаде Халил-паше окопаться при Картале и ожидать подхода русских войск, но такой план действий был великим визирем отвергнут. Перебравшись на другой берег, Иваззаде Халил-паша взял на себя командование центром войска. Командующим правым флангом великий визирь назначил Абазу-пашу, арьергарда — Мустафу-пашу. К отряду каждого из них было придано по 10 орудий большого калибра. В качестве поощрения великий визирь пожаловал каждому из пашей по шубе. Султанские воины и их командиры поклялись не отступать до тех пор, пока не разобьют русскую армию.
В то время Румянцев находился в ожидании прибытия провианта, и тем самым дал возможность войску Иваззаде Халил-паши соединиться с отрядом, стоявшим на Кагуле. 16 июля в турецком лагере было произведено до 40 пушечных выстрелов, возвестивших о прибытии великого визиря. Численность объединённого войска турок составила до 150 тыс. человек, в том числе 50 тыс. пехоты и 100 тыс. конницы, набранной из Анатолии, Румелии и других мест, где она славилась. Практически все известные деятели Османской империи находились при великом визире — при султане Мустафе III в Константинополе остались только придворные и каймакам. Кроме того, по левую сторону озера Ялпуг (Ялпух) расположилось 80 тыс. татар, которые готовились перейти Сальчу (приток р. Ялпуг), чтобы атаковать обозы Румянцева, двигавшиеся по этой реке, и транспорт, следовавший от Фальчи. После этого татары могли совершить нападение на тыл русской армии.
В распоряжении османских и татарских военачальников находилось значительные массы лёгкой конницы. При столкновении с армиями европейского типа эти османские и татарские всадники предпочитали применять тактику рассыпного строя, при которой каждый воин, вооружённый и оснащённый в соответствии с собственными предпочтениями, мог действовать с наибольшей эффективностью. Борьба с многочисленной лёгкой конницей неприятеля входила в число первоочередных задач российского командования.

### Русская императорская армия
Русские армии, принимавшие участие в боевых действиях против османов, состояли из дивизий и авангардных корпусов, но ни те, ни другие не имели строго определённого и постоянного состава.
Пехотные дивизии и корпуса делились на бригады, каждая из которых включала в себя два полка либо нескольких гренадерских батальонов. Бригадам в обязательном порядке придавалась полковая и полевая артиллерия, а иногда — также подразделения кавалерии.
Армейские полки (гренадерские и мушкетёрские) по штату 1763 года состояли из двух батальонов по шесть рот. Гренадерские батальоны в военное время включали в себя пять гренадерских рот, а мушкетёрские — одну гренадерскую и четыре мушкетёрские роты. Согласно уставу, в состав каждого пехотного батальона должно было входить 650—700 рядовых солдат, но в сражении при Кагуле батальоны армии Румянцева имели всего по 350—500 человек.
К 1769 году во всех пехотных полках Императорской армии были образованы егерские команды. Солдаты егерских команд отличались от гренадеров и мушкетёров прежде всего обмундированием и вооружением.
Мушкетёры были вооружены ружьями со штыками, а также шпагами. Гренадеры имели аналогичное вооружение, но, сверх того, каждый солдат гренадерских батальонов носил с собой особую сумку с двумя гранатами. Егеря использовали более короткие, чем мушкетёры и гренадеры, ружья с длинными плоскими штыками.
На поле боя пехота строилась в четыре шеренги. Для увеличения огневой мощи при стрельбе первые две шеренги опускались на колени. При построении в каре фасы боевых порядков составлялись из развёрнутого фронта. Пехотными подразделениями также применялись колонны, но исключительно для походных движений.
Основной задачей гренадерских подразделений на поле боя было нанесение решительного штыкового удара. Мушкетёрам полагалось поддерживать гренадеров огнём и исполнять функцию резерва.
Кавалерия Императорской армии была сведена в бригады, состоявшие из двух полков. Кирасирские и карабинерные полки включали в себя восемь рот либо четыре эскадрона (не считая одного резервного), а гусарские — 16 рот или восемь эскадронов (за вычетом двух резервных). В сражении при Кагуле число кавалеристов в эскадронах армии Румянцева не превышало 60-80 человек в каждом.
Вооружение кирасиров состояло из палаша и пары пистолетов. В соответствии со своим наименованием, эти кавалеристы носили железные кирасы. Каждый карабинер был вооружён палашем, парой пистолетов и карабином со штыком, гусар — саблей, пистолетами и карабином.
Артиллерия Императорской армии подразделялась на полковую и полевую. Первая придавалась гренадерским и мушкетёрским полкам — по четыре 3-фунтовых (иначе говоря, калибром 76 мм) орудия на каждый. Вторая сводилась в роты, включавшие 10 или 12 орудий.
Перед переправой через Кагул под командованием Румянцева находились следующие силы:
- Дивизия генерал-аншефа Петра Олица — два гренадерских полка (1-й и 2-й), шесть мушкетёрских полков (Новгородский, Ярославский, Выборгский, Куринский, 2-й Московский и Смоленский), 45 орудий полевой артиллерии, 216 казаков;
- Дивизия генерал-поручика Петра Племянникова — 4-й гренадерский полк, четыре мушкетёрских полка (Астраханский, 1-й Московский, Муромский и Бутырский), 26 орудий полевой артиллерии;
- Дивизия генерал-поручика графа Якова Брюса — два гренадерских батальона (Бегичева и Ливена), четыре мушкетёрских полка (Санкт-Петербургский, Апшеронский, Кабардинский и Копорский), 26 орудий полевой артиллерии;
- Корпус генерал-квартирмейстера Фридриха Вильгельма Бауэра — егерский батальон, семь гренадерских батальонов (князя Меншикова, князя Воронцова, Нейбуша, Тутленга, Петерсона, Аршеневского и Ферзена), два гусарских полка (Сербский и Ахтырский), сводный карабинерный полк, 26 орудий полевой артиллерии, 1164 казака;
- Корпус генерал-поручика князя Николая Репнина — три гренадерских батальона (Толстого, Эттенгена и Колюпанова), три мушкетёрских полка (Киевский, Ширванский и Архангелогородский), 26 орудий полевой артиллерии, 1516 казаков;
- Кавалерия генерал-поручика графа Ивана Салтыкова — два кирасирских полка (Его Императорского Высочества Наследника Цесаревича и Новотроицкий), три карабинерных полка (Астраханский, Рязанский и Нижегородский).

Согласно войсковых документам, армия Румянцева включала в себя 53 батальона пехоты (23 615 человек) при 106 полковых и 149 полевых орудиях, а также 47 эскадронов регулярной кавалерии (3495 человек) при поддержке 2896 казаков (итого 30 006 солдат и офицеров).
Учитывая сложившуюся ситуацию, Румянцеву прежде всего было необходимо не допустить объединения сил великого визиря и крымского хана. С этой целью русские войска 17 июля переправились через реку Кагул и расположились лагерем у селения Гречени. Следующими важными задачами Румянцева было прикрытие армейских магазинов и обеспечение безопасного движения обоза, следовавшего к войскам с 10-дневным запасом продовольствия от Фальчи. Для выполнения этих целей был выделен отряд генерала Фёдора Глебова в составе четырёх гренадерских батальонов, а также части регулярной и иррегулярной кавалерии. Одновременно Румянцев отдал приказ отрядам генерал-майора Григория Потёмкина и бригадира Ивана Гудовича выдвинуться в сторону реки Ялпуха для прикрытия армии с этого направления. Таким образом, непосредственно перед началом сражения с войском османского султана главные силы 1-й армии насчитывали 17 000 пехотинцев, а также несколько тысяч всадников регулярной и иррегулярной кавалерии.
Румянцев хотел немедленно двинуться на неприятеля, но не считал возможным сделать это, не имея с собой по крайней мере семидневного провианта, и потому послал приказание о немедленном движении обозов, а для ускорения выслал навстречу полковые повозки, вооружил и усилил погонщиков. Положение Румянцева было следующее: перед его фронтом стояло 150 000 турок; справа и слева длинные озёра Кагул и Ялпуг препятствовали свободному движению, продовольствия оставалось на два-четыре дня.
В случае неудачи армия оказалась бы в тяжёлом положении, будучи запертой в узком пространстве между рек и больших озёр, атакуемая с фронта и с тыла противником в десять раз сильнее. Румянцев мог легко выйти из этого положения, достаточно было только отступить к Фальчи, и, обеспечив себя продовольствием, ждать нападения противника на выбранной позиции. Тогда даже в случае проигрыша сражения он мог отступить на соединение со Второй армией и затем снова перейти в наступление.
Но Румянцев остался верным своему правилу: «не сносить присутствия неприятеля, не атаковав его». Румянцев приказал армейским обозам, следовавшим от Фальчи к реке Сальче, перейти к реке Кагул для предотвращения нападения татар из-за Ялпуга.
Русский полководец уже в 1770 г. выработал правила построения войск для нападения на турецко-татарскую армию. По замыслу Румянцева, каждая дивизия («корпус») строилась в каре, в котором «боковые фасы половину фрунтового фаса имели». Углы каре предписывалось занять гренадерам ближайших к ним полков. Несколько каре образовывали боевую линию, а на флангах располагались егерские каре. Атаку надлежало производить скорым шагом («поспешно») под звуки музыки.

## Начало сражения

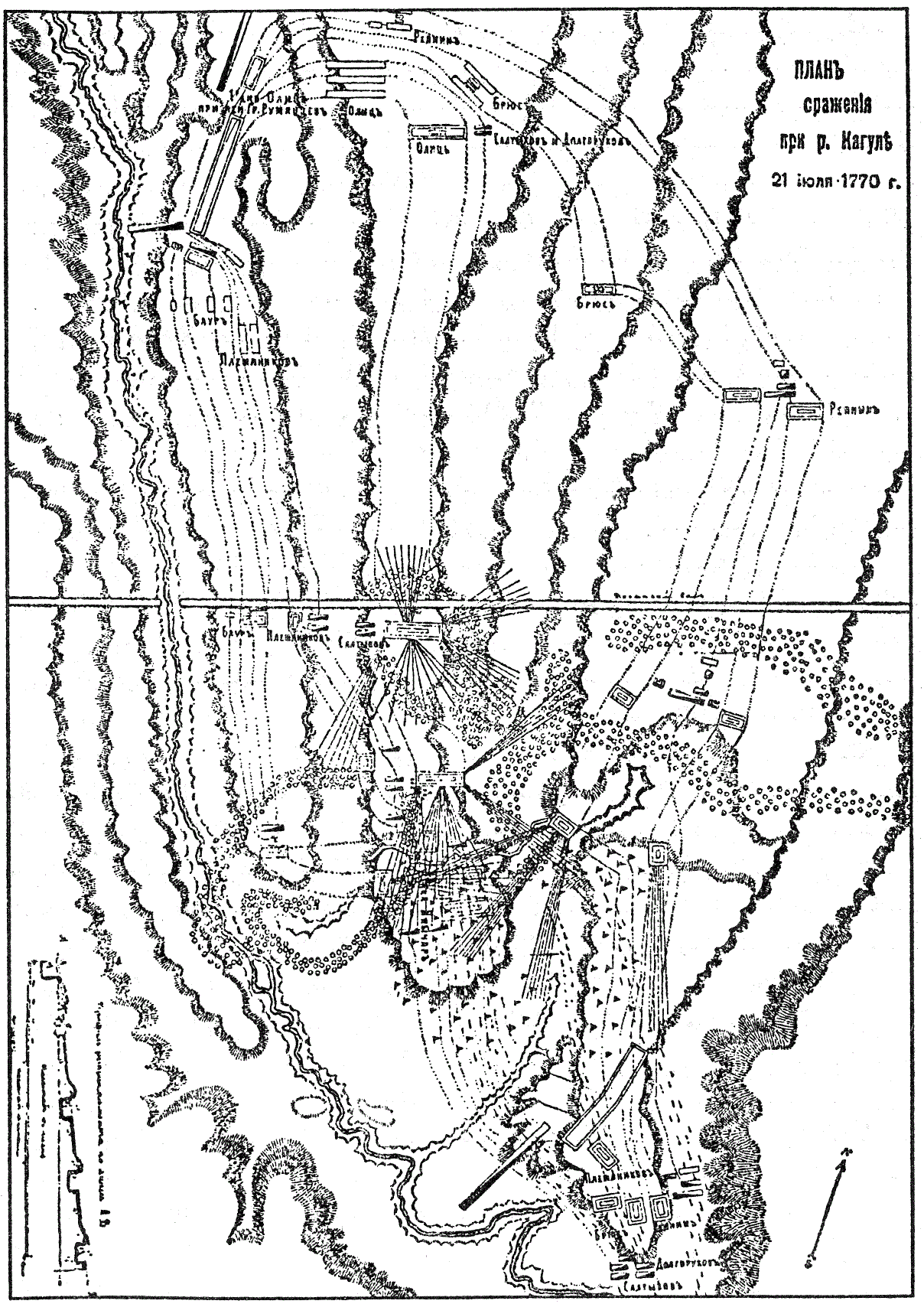
Карта сражения

Турки заметили неподвижность армии Румянцева, но думали, что она происходит от осознания собственной обречённости. В 10 часов утра 20 июля турецкая армия снялась со своей позиции и двинулась к селению Гречени. Румянцев наблюдал это движение с высокого холма. При виде турецкой армии, остановившейся к вечеру в двух верстах не доходя Траянова вала и выбирающей позицию, Румянцев — несмотря на малочисленность своей армии, в которой после отвлечения до 6 000 человек на прикрытие обозов оставалось всего 17 000 пехотинцев и несколько тысяч кавалеристов — сказал окружавшему его штабу: «если турки осмелятся в этом месте разбить хоть одну палатку, я их атакую в эту же ночь».
Турецкая армия разбила свой лагерь в семи верстах от русских войск, на левом берегу реки Кагул близ её устья. После рекогносцировки русской позиции 19 июля визирь составил следующий план атаки: имитируя наступление на центр русской армии, все главные силы устремить на левое крыло, стараясь опрокинуть русских в реку Кагул. При звуке выстрелов крымский хан должен был перейти реку Сальчу и всеми своими силами ударить с тыла. По сведениям, полученным от пленных, визирь и хан планировали атаку на 21 июля.
Позиции, занятые турками перед сражением при Кагуле, не представляли им в военном отношении никаких выгод. Левый фланг османского лагеря примыкал к долине Кагула, правый — к соседним высотам, прикрывавшим лагерь справа и с тыла. Эти высоты доминировали над местностью и могли бы принести туркам существенные преимущества, если бы войско великого визиря оборудовало здесь свои позиции. Встав лагерем в низине и оставив высоты у себя в тылу, османы стесняли себя в случае отступления.
Румянцеву было необходимо атаковать турок прежде, чем татары успеют напасть с другой стороны. Поэтому в час ночи на 21 июля русские войска выступили с позиции и, соблюдая тишину, проследовали к Траянову валу. Во время этого движения в турецком лагере произошла ложная тревога со стрельбой, но затем вновь восстановилось спокойствие. На рассвете русская армия перешла Траянов вал и выстроилась в линии. Когда турки заметили атакующих, они приказали своей многочисленной коннице атаковать, растянувшись перед всем русским фронтом. Российские каре остановились и открыли огонь. Особенно эффективен был огонь батарей Мелиссино. Когда артиллерия отбила атаку на центр, турки переместили удар вправо для усиления атаки на колонны генерала Брюса и князя Репнина. Воспользовавшись лощиной между этими каре, турки окружили их со всех сторон. Тогда же часть турецкой конницы, воспользовавшись другой долиной, пересекла Траянов вал и ринулась в тыл каре Олица. Выполнив этот манёвр, османы засели во рву вдоль вала и открыли по войскам Олица ружейный огонь.
В это время Румянцев отправил резервы из атакованных колонн для занятия лощины и создания угрозы турецким путям отступления к лагерю и ретраншаментам. Этот манёвр удался: турки, боясь потерять пути отступления, бросились из лощины к ретраншаменту под картечным огнём русской артиллерии. При этом остальная турецкая конница, атаковавшая каре на правом и левом флангах, также поспешно отступила. Неуспех сопутствовал туркам и на левом их фланге, где генерал Баур не только отбил атаку, но и перешёл в наступление и под огнём успешно штурмовал 25-пушечную батарею, а затем захватил и ретраншамент, овладев 93 орудиями.

## Атака турецкого лагеря
Отразив турецкую атаку, русские войска в 8-м часу утра двинулись к главному ретраншаменту турецкого лагеря.

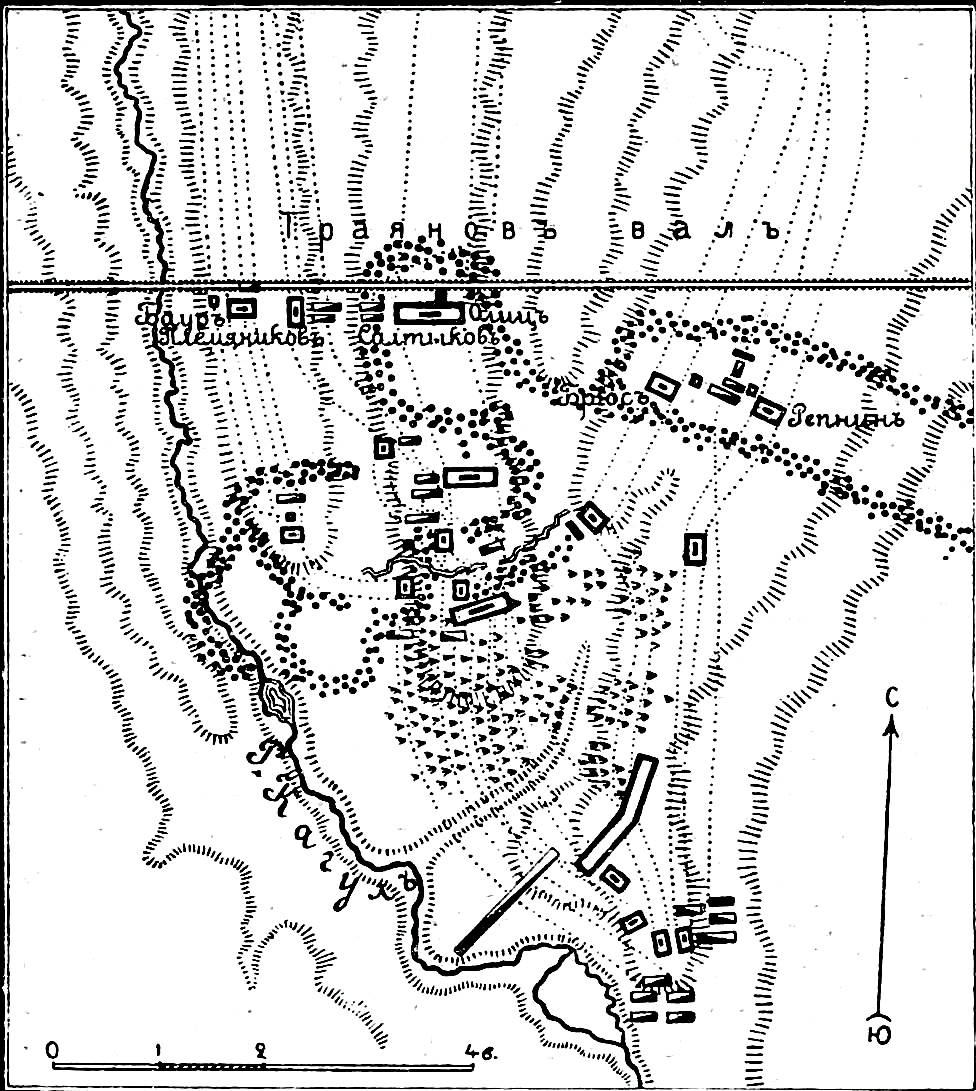
Театр военных действий
(рисунок из статьи «Кагул»
«Военная энциклопедия Сытина»)

При подходе русских войск турки открыли огонь по каре генералов Олица и Племянникова. При подходе каре Племянникова к ретраншаменту, около 10 000 янычар спустились в лощину между центром и левым флангом укрепления и ринулись на каре, ворвались в него и смяли некоторые части. Каре было расстроено, янычары захватили два знамени и несколько зарядных ящиков; русские солдаты спасались бегством, пытаясь укрыться в каре генерала Олица и тем приводя его в беспорядок. Заметив это и опасаясь за участь каре, Румянцев обратился к принцу Ольденбургскому, бывшему поблизости, и спокойно сказал «Теперь настало наше дело». С этими словами он поскакал из каре Олица к бегущим войскам Племянникова и одной фразой, «Ребята, стой!», удержал бегущих, которые остановились и сгруппировались около Румянцева. Одновременно по янычарам открыла огонь батарея Мелиссино, с двух сторон их атаковала кавалерия, а генерал Баур, уже вошедший в ретраншамент, отправил от себя батальон егерей для атаки янычар слева и для продольного обстрела рва перед ретраншаментом, в котором также засели янычары. После замешательства, произведённого взрывом зарядного ящика, 1-й гренадерский полк бросился в штыки. Янычары были обращены в бегство, кавалерия стала их преследовать. В это же время каре были приведены в порядок, фланговые колонны заняли весь ретраншамент и отбили захваченные турками знамёна. После потери укреплений, артиллерии и обозов турки увидели, что корпус князя Репнина заходит им в тыл, в 9 часов утра оставили лагерь и обратились в бегство под фланговым огнём корпуса Репнина.
По утверждению А. Н. Петрова, Иваззаде Халил-паша с саблей в руке пытался остановить бегущих, но все его слова пропадали даром. Увещевания великого визиря продолжить бой во имя пророка Мухаммеда и султана Мустафы III также не имели успеха. Объятые паникой османские воины кричали в ответ Иваззаде Халил-паше: «Нет сил сбить русских, которые поражают нас огнём, как молнией». Находившийся позади султанского войска Мустафа-паша рубил отходящим уши и носы, но и это средство не смогло прекратить беспорядочное бегство турок.
Вскоре после начала панического отступления османы наткнулись на отряд анатолийских воинов, включавший в себя преимущественно курдов. Этот отряд утром 21 июля выдвинулся из Картала на подмогу Иваззаде Халил-паше. Заметив обращённых в бегство турок, выступившие из Картала воины вместо помощи принялись безжалостно их грабить, тем самым внося ещё больше хаоса и беспорядка в разгромленное османское войско.
Усталость солдат, бывших на ногах с часу ночи, не позволила русской пехоте продолжать преследование в день сражения далее четырёх верст, после чего преследование продолжалось кавалерией. По окончании сражения Румянцев занял позицию позади бывшего турецкого лагеря.

## Дальнейшее преследование турок
Вскоре преследование турок продолжилось, но на этот раз уже вне поля сражения. Для выполнения этой задачи в долине Кагула Румянцевым был выделен корпус Бауэра. 22 июля (2 августа) преследователи заняли старый османский лагерь, расположенный в 20 верстах от места генерального сражения. 23 июля (3 августа) корпус Бауэра достиг Картала, где обнаружил переправляющиеся на другой берег Дуная остатки войска великого визиря. Хотя в распоряжении турок находилось более 300 судов, на месте переправы царил полный беспорядок. Оказавшись у пункта посадки на суда, Бауэр быстро оценил ситуацию и принял решение атаковать османов. Для этой цели генерал-квартирмейстер выстроил свои войска единым фронтом, центр которого был образован пехотными каре, а фланги — кавалерийскими частями. В таком порядке корпус Бауэра решительно атаковал турок, нанеся им очередное поражение и таким образом довершив разгром войска Иваззаде Халил-паши. После боя возле переправы победители захватили весь находившийся у реки обоз, артиллерийскую батарею в 30 пушек, а также более тысячи пленных.
После завершения битвы при Кагуле войско крымского хана отступило к Измаилу, но, столкнувшись с неудовольствием местного населения, которое не желало привлекать к себе внимание русской армии, татары были вынуждены отойти к Аккерману. В соответствии с обстановкой Румянцев принял решение начать преследование и в направлении Измаила — для этой цели был послан отряд генерала Осипа Игельстрёма. Войска Игельстрёма выступили в поход в одно время с корпусом Бауэра и в скором времени овладели мостами в устье реки Ялпух у деревни Тобака, а также отошедшим в этот район обозом. 23 июля к Измаилу выступил корпус Репнина, усиленный подразделениями под командованием Потёмкина. 26 июля (6 августа) войска Репнина взяли Измаил, после чего двинулись дальше, последовательно захватывая оставшиеся в распоряжении турок опорные пункты на Нижнем Дунае.

## Итоги сражения
Русские трофеи состояли из ста сорока пушек на лафетах со всеми принадлежностями, всего турецкого багажа, обозов и лагеря. Даже денежная казна визиря была оставлена в ходе битвы, но казаки или арнауты успели разграбить её до того, как об этом узнало начальство. Румянцев велел отыскать захвативших казну, но безуспешно.
Потери турок были велики: только на поле перед ретраншаментом и в лагере было собрано 3000 убитых. На пути отступления на расстоянии до семи вёрст лежали груды тел. По «умеренному счёту» турки потеряли до 20 000 человек. Российские потери составили: убитыми 353 человека, без вести пропавшими 11, ранеными 550 человек.
В донесении о победе, отправленном с бригадиром Озеровым, 1-й гренадерский полк которого решил победу, Румянцев написал:

Да позволено мне будет, всемилостивейшая государыня, настоящее дело уподобить делам древних Римлян, коим ваше величество мне велели подражать: не так ли армия вашего императорского величества теперь поступает, когда не спрашивает, как велик неприятель, а ищет только, где он.

Успех Румянцева вызвал восхищение современников. Екатерина II в своём рескрипте отметила:

Одно ваше слово «стой!» проложило путь новой славе, ибо по сие время едва ли слыхано было, чтоб в каком-либо народе, теми же людьми и на том же месте вновь формировался разорванный однажды каре, в виду неприятеля, и чтоб ещё в тот же час, идучи вперед, имел он участие в победе.

Не менее лестно было и письмо короля Фридриха Великого к Румянцеву с поздравлением.

## Новая тактика, применённая в сражении
В Кагульском сражении Румянцев коренным способом изменил тактику российской армии:
- для сдерживания вражеской конницы вместо рогаток была использована артиллерия, поставленная батареями перед фронтом каре[2];
- отдельное положение дивизионных каре давало возможность взаимной обороны. Кроме того, отдельные каре могли удобно двигаться по всякой местности и легко обходить препятствия, не расстраивая строй[28].

В сражениях при Ларге и Кагуле русскими войсками применялась тактика, выработанная Румянцевым в 1770 г. для противодействия турецко-татарской армии. В то же время полководец не настаивал на буквальном исполнении своих инструкций: допускалось построение дивизии в несколько каре по 2—3 полка в каждом, а полки при необходимости могли выходить из каре: так, когда в битве при Кагуле каре дивизии Племянникова было смято внезапно атаковавшими янычарами, именно штыковая атака 1-го гренадерского полка из соседнего каре Олица позволила расстроенным частям вновь выстроиться и продолжать наступление.
Подразделениям егерей с самого начала отводилась довольно важная роль в тактических построениях Румянцева: егеря своим метким огнём прикрывали фланги и предваряли штыковой удар гренадеров и мушкетёров. Вследствие неимения достаточного количества егерей часть мушкетёров обращалась в «стрелки».

## Память о сражении
- Была отчеканена медаль «За победу при Кагуле». Ей были награждены более 18 тысяч солдат и унтер-офицеров.
- Высший офицерский состав был награждён орденом Святого Георгия[30].
- В Царском Селе по проекту архитектора Антонио Ринальди в 1771 году был возведён Кагульский обелиск.
- В честь битвы в декабре 1835 года был назван город Кахул.
- У города Вулканешты в 1849 году был построен Памятник Кагульской битвы.[31]

## Комментарии
1. ↑  При выступлении в поход каждому полку полагалось оставлять на «непременных» квартирах две роты («двухротную команду») вместе с солдатскими семьями и больными, а также частью полкового имущества.